# Anahita concussor
Anahita concussor là một loài nhện trong họ Ctenidae.
Loài này thuộc chi Anahita. Anahita concussor được Pierre L. G. Benoit miêu tả năm 1977.